# Adam Nidzgorski
Adam Nidzgorski, né le 27 février 1933 à Cormeilles-en-Parisis et mort le 16 février 2025 à Marseille, est un peintre, de nationalité polonaise à sa naissance et naturalisé français en 1971.
Ses œuvres figurent dans des collections muséales permanentes du monde entier liées à l'Art brut et l'Art singulier : en France à Villeneuve d’Ascq au LaM L'Aracine, à Bègles au Musée de la Création Franche, à Nice au Musée international d'art naïf Anatole-Jakovsky ; à l'étranger, aux Pays-Bas au Musée de Stadshof de Zwolle, en Espagne au Musée de Navarre de Pampelune, en Italie dans le Cabinet d'Estampes de la bibliothèque Panizzi à Reggio d'Émilie, et chez d'innombrables particuliers et dans plusieurs musées de Pologne,,.

## Vie privée
Son père Piotr Nidzgorski est né le 16 mai 1901 à Bonkowo (près de Mlawa en Pologne), sa mère Jozefa Slotwinska est née le 27 mars 1906 à Krzywki-Bratki (également près de Mlawa). En 1927, ils émigrent en France, se fixant vers 1929-1930 à Cormeilles-en-Parisis où Piotr trouve un emploi à la carrière de gypse. C'est là que naît leur fils Adam, le 27 février 1933 dans la cité ouvrière  Lambert. Il a un frère, Denis, né en 1934 à Argenteuil et mort à Marseille le 5 septembre 2009, grand spécialiste des marionnettes africaines,,, et une sœur, Monique,.
Il fait ses études primaires à Cormeilles-en-Parisis et après l'obtention de son certificat d'études le maitre d'école encourage ses parents à le mettre au collège. Il y fait un an, ensuite il étudie au lycée polonais de Paris fondé par le diplomate polonais Zygmunt Zalewski (pl). Un de ses professeurs de musique lui donne des cours de mandoline durant deux ans, mais Adam préfère le sport. Il y obtient son baccalauréat en 1951. C'est alors que la Pologne d'après-guerre lui offre une bourse d'études supérieures du sport, par les mains de son ambassadeur à Paris Jerzy Putrament. Il se rend à Varsovie, où jusqu'en 1954 il étudie à l'Académie d'éducation physique Józef Piłsudski (pl). Il y découvre le yoga et le judo qu'il contribue à diffuser en Pologne.

Il reste en Pologne jusqu'en 1956, y vivant quelque temps de travaux de traductions. Il devient « un jeune homme à l'esprit trop libre pour un régime qui ne pouvait l'accepter comme tel. Ses diplômes, obtenus à Varsovie, ne sont pas reconnus dans une France dont il n'a pas encore acquis la nationalité, c'est vers la Tunisie, nouvellement indépendante, que l'oriente un solide réseau d'amis. »

Après donc quelques mois passés en région parisienne, sans pouvoir y travailler du métier pour lequel il est formé, à partir de 1957 et pendant dix ans, il travaille comme professeur d'éducation physique à l'École normale supérieure d'éducation physique de Tunis.

Formé par Mikinosuke Kawaishi, maître japonais (7e dan) et Shozo Awazu (9e Dan), et dans leur sillage il contribue à la popularisation du judo et du ju-jitsu en France. Nidzgorski est appelé pour animer les master class, spectacles, tournois dans ce domaine avec son camarade du lycée polonais de Paris, Henryk Gielec.

Le 9 mai 2019 la Fédération polonaise de judo (pl) l'honore de l'insigne d'or de la Fédération (no 1121).
Le 16 janvier 1960, il épouse Catherine Vincentelli, née à Sousse en Tunisie d'un père corse et d'une mère sicilienne. Le couple n'ayant pas d'enfant, pourvoit aux besoins de trois enfants béninois, deux garçons et une fille.
Il revient en France en 1968, il se fixe en région parisienne où, son diplôme polonais enfin reconnu en France, il exerce le métier de professeur d’éducation physique dans divers établissements scolaires parisiens et il acquiert la nationalité française en 1971.
En 1998, Adam qui a 65 ans, s’installe avec son épouse à Marseille qu'ils ne quitteront plus. Retraité depuis 1994 de son métier de professeur d'éducation physique, il se consacre désormais entièrement à l’art pictural.
Après le décès de son épouse en 2005, très affecté par ce deuil et sur le conseil d'un ami, Hédi Bouraoui, il lui consacre un livre, Lettre à Catherine publié pour la première fois en Tunisie en 2009 (Éditions L'Or du Temps), réédité à plusieurs reprises, une première fois en 2015 chez le même éditeur à Tunis avec des dessins de Catherine Nidzgorski,, une seconde fois en 2024 à Paris et traduit en plusieurs langues : en 2012 en polonais List do Katarzyny,, en 2013 en arabe « رسالة إلى كاثرين », en 2018 en italien Lattera a Catherine (Grafitalia, 2018) au moment de l’exposition à la galerie Rizomi de Parme,.

## Carrière de peintre

### Ses débuts
À Tunis, il rencontre Nicole Monaco, une amie de son épouse, tout juste diplômée de l'École des Beaux-Arts, grâce à laquelle il découvre la peinture.

À 30 ans, en 1963, sans avoir reçu aucune formation artistique, en véritable autodidacte, il commence à dessiner et à peindre, avec un ardent désir de création. « Dès le début de mon séjour dans ce pays nouveau et inconnu pour moi, me sentant dans une grande solitude, j’ai senti un besoin d’exprimer certaines souffrances de mon exil ; mais aussi il m’arrivait de percevoir chez les autres, comme par exemple chez ma femme, une vie personnelle difficile en même temps qu’une grande sensibilité. C’est alors que j’ai commencé à dessiner. Mes amis se moquaient de mes dessins, ils les trouvaient enfantins. Par contre Catherine ma femme m’a beaucoup encouragé à continuer, car ‘cela lui faisait beaucoup de bien’, disait-elle : elle me trouvait très sincère dans mes dessins. ». À quelques rares exceptions près, son unique sujet est la figure humaine. Délaissant totalement leur environnement, il représente des personnages cernés de noir, aux têtes trop grandes pour des corps résumés à leurs vêtements très colorés et de grands yeux ronds très expressifs malgré leur simplicité.
 
Lors d'une interview donnée de nombreuses années plus tard, il revient sur les pas de son enfance à Cormeilles-en-Parisis, il confie que rétrospectivement il réalise combien la grande tapisserie brodée par sa mère en 1935-36, représentant de façon naïve des motifs de son village polonais de Krzywki et fixée au mur de l'unique chambre où dormait toute la famille, l'a inconsciemment profondément marqué et été déterminante dans son orientation artistique. Ses œuvres de début de carrière ne sont présentées qu'à Tunis où il expose en compagnie d'autres artistes.

### L'épanouissement de son œuvre
Revenu en France dans l'effervescence des évènements de 1968 et des années qui suivent et à l'occasion de l'exposition collective organisée par des enseignants de l'Éducation nationale au centre universitaire Jean Sarrailh en 1969 à Paris à laquelle il participe, il se joint au groupe d'artistes Concordance réuni par Patrick Fauconnet et il enchaîne avec eux les expositions à Paris et sa banlieue et plusieurs villes de France pendant quelques années, jusque vers 1972. « Le groupe Concordance se réunissait très souvent, dans différents lieux, et nous débattions beaucoup sur l’art : qu’est-ce que l’art ?... Je ne savais pas où me situer, dans toutes ces nouvelles mouvances qui naissaient à ce moment-là en France : art singulier ? marginal ? art brut ? etc... Je ne comprenais pas très bien ce qui se passait, car déjà l’art officiel ne m’était pas familier. Enfin toutes ces discussions ne me concernaient pas... » dit-il à Hédi Bouraoui dans une interview en 2020. Il multiplie les techniques : dessin, à la mine de plomb, au crayon de couleur, au stylo bille, à l’encre de Chine, au fusain, au pastel sec ou gras ; peinture, à l'aquarelle, à la gouache, à l'acrylique, à l'huile ; collage ; broderie en application et il diversifie les supports : papiers de diverses qualités et couleurs, papier crépon, serviette et nappes en papier, papier essuie-tout, papier d'emballage, papier cadeau, papier d'argile, papier journal, papier professionnels luxueux,  tickets de métro, boites d'allumettes,tissus,... Il travaille aussi des panneaux textiles en collaboration avec son épouse ou avec une tisserande ou licière à qui il propose des dessins ; il réalise aussi des gravures.

Sa notoriété dépassant la région parisienne, entre art brut et art singulier, à partir de 1974 ses œuvres sont présentées partout en France et en Europe et jusqu’à New York.
Un tournant de son évolution artistique est la visite à Paris fin 1981 de l'exposition de Jean Dubuffet au Centre Georges Pompidou qui le touche beaucoup. Il décide de lire ses livres et, de 1982 à 1984, il entretient une correspondance avec Jean Dubuffet (qui décède en 1985), auquel il offre deux pastels et qui l'encourage très vivement. Il va voir l'exposition d'un peintre dont Dubuffet parle, Gaston Chaissac. Il se trouve beaucoup d'affinités avec cet artiste, « une fraternité d’expression ».
Alain Bouillet, maître de conférences à l'Université de Montpellier est collectionneur d'art brut et admiratif des œuvres de Nidzgorski ; ensemble ils exposent et parcourent l'Europe[réf. nécessaire]. La critique d'art Jeanine Rivais publie de nombreux articles dans lesquels elle décrit Adam comme un grand coloriste.

### Expositions hors Pologne
- 1965 : Galerie des Arts à Tunis,Tunisie, exposition avec Nicole Monaco et Marcel Ottavy[44],
- 1966 : Galerie Municipale de Tunis, Grande salle du palmarium, exposition collective de peintres tunisien[45],
- 1967 : Salon des Arts, de la galeriste Juliette Nahum à Tunis[46], exposition d'un mois en octobre avec, pour la première fois, vente de quatre de ses dessins[45],
- 1969 : Centre universitaire Jean Sarrailh, à Paris, France,
- 1969 : Avec le groupe Concordance, (dans plusieurs villes de France),
- 1970 : Centre Culturel de Neuilly-sur-Marne avec le groupe Concordance,
- 1971 : Centre Culturel de Bobigny, avec le groupe Concordance,
- 1972 : Centre Culturel de Fontenay-sous-Bois, avec le groupe Concordance,
- 1972 : Cercle culturel Plaisir de Connaître à Cormeilles-en-Parisis à l’invitation de Françoise Tribondeau[11],
- 1974 : Galerie Daberkow, à Francfort-sur-le-Main, Allemagne,
- 1992 : Biennale internationale du pastel à Saint-Quentin,
- 1992 : Musée de la Création Franche, à Bègles,
- 1993 : Galerie Aparté à Lausanne, en Suisse,
- 1993 : Galerie Hamer, à Amsterdam, aux Pays-Bas,
- 1995 : Stadhof Museum, à Zwolle, aux Pays-Bas,
- 1995 : Halle Saint-Pierre, à Paris,
- 1998 : Outsider Art Fair (en), à New York, aux États-Unis,
- 2002 : L'Athanor, ancienne halle aux grains, à Albi,
- 2002 : Atelier des Caves du Logis Neuf à Allauch[4],
- 2003 : Musée international d'art naïf, à Nice, du 25 juin au 3 novembre[47],
- 2003 : Galeries municipales de Sfax, (Tunisie),
- 2004 : Festival Art et Déchirure[48], à Rouen,
- 2004 : Exposition Collective Wladimir Jaroslaw, à Moscou et à Saint-Pétersbourg, Russie,
- 2006 : Atelier des Caves du Logis Neuf à Allauch[49],
- 2006 : Visionary Art Tour Internal Guidance Systems, (États-Unis),
- 2008 : Galerie Objet Trouvé, à Paris[50],
- 2008 : Musée de la Création Franche à Bègles du 15 février au 13 avril[51],
- 2011 :  Atelier des Caves du Logis Neuf à Allauch[52],
- 2014 : Manas (Musée d'art naïf et d'art singulier) dans le Vieux Château de Laval du 1er février au 30 mars[53],
- 2014 : Galerie Hédi Turki à Sidi Bou Saïd, du 4 au 17 octobre en Tunisie[54],
- 2015 : Galerie Lamazière de Cormeilles en Parisis, sa ville natale du 19 septembre au 24 octobre[55],[11],
- 2016 : Bibliothèque Panizzi (it), du 24 janvier au 14 février à Reggio Emilia, en Italie[56],
- 2018 : Festival international de l'art marginal du Grand Baz'Art du  30 juin au  1er juillet à Gisors[57],
- 2018 : Galerie Rizomi, à Parme du 24 novembre au 15 décembre[58],
- 2019 : Halle Saint-Pierre, en septembre à Paris[59],
- 2020 : Galerie Polysemie à Marseille[60],
- 2022 : Maison des Arts de Bages du 2 au 23 décembre[61],
- 2023 : Villa Parry, au Grau-du-Roi, 9 mai au 3 juin, exposition collective d’œuvres collectées par Alain Bouillet, professeur honoraire de l'Université de Montpellier[62],
- 2023 : Chapelle Saint-Pierre, à Saint-Chamas en octobre[63],[64],
- 2023 : Galerie Alten Wiehrebahnhof, à Fribourg en Allemagne du 6 octobre au 5 novembre[65],
- 2023 : Galerie des Singuliers, à Brasparts du 13 au 15 et du 20 au 23 octobre[66],
- 2024 : Galerie Aux Docks d'Arles du 19 avril au  5 mai, en marge du Festival du dessin[67],
- 2024 : Vente aux enchères à l'Hôtel des ventes Drouot  à Paris,
- 2024 : Hang-Art à Saffré du 19 octobre au 12 décembre 2024[68].

### Expositions et présentations en Pologne
- 1973 : Première exposition des œuvres de Nidzgorski en Pologne préparée par le Club du mouvement international de la presse et du livre « Mur oriental» sans la présence du peintre,
- 2008 : Première exposition en Pologne avec la présence de Nidzgorski au Théâtre de marionnettes Białostocki Teatr Lalek (pl) de Bialystok, du 18 octobre au 14 décembre[69],
- 2009 : Musée des terres de Cujavie et Dobrzyn à Wloclawek,
- 2009 : Galerie Oto Ja à Plock, l'exposition est couplée à une conférence donnée par Alain Bouillet intitulée « Art brut, est-ce que ça veut dire pareil partout ? »[70],
- 2010 : Galerie Tak à Poznań,
- 2012 : Musée silésien de Katowice du 20 juillet au 21 octobre[71],
- 2013 : Galeria Rotunda à Poznań du 7 au 8 novembre[72],
- 2017 : Musée national d'ethnographie à Varsovie,
- 2019 : Centre de culture et d'art Themerson à Płock, du 1er au 30 juin[73],
- 2019 : Centre culturel de Cujavie-Poméranie à Bydgoszcz du 5 au 27 septembre[74],
- 2020 : Maison municipale de la culture à Giszowiec (près de Katowice) de 2 au 31 mars, exposition virtuelle dans le cadre du Festival de la francophonie[75],
- 2023 : Musée national d'ethnographie à Varsovie du 5 juillet au 10 septembre[76],
- 2024 : Dom Darmstadt à Plock du 5 octobre au 3 novembre[21].

## Prix et distinctions
- En 1987, il devient Commandeur de l'ordre national du Mérite.
- En 1994, il reçoit le premier prix de la ville de Saint-Quentin en Picardie pour son travail au pastel à l'huile.

## Sitographie
- « Adam Nidzgorski 1933-2025 », sur Adam Nidzgorski.com (consulté le 23 juin 2025)
- « Adam Nidzgorski », sur artmajeur.com (consulté le 23 juin 2025)

### Livres de Adam Nidzgorski
Par ordre chronologique de parution
- 1998 Hédi André Bouraoui, Adam Nidzgorski, Rose des sables, Ottawa (Canada), Vermillon, 1998 (ISBN 1-895873-70-3)[77]. Cet ouvrage a une version arabe publiée en Tunisie[78].

- 2003 Hédi Bouraoui, Adam Nidzgorski, Illuminations autistes : pensées-éclairs, Sfax (Tunisie), Reliure d’Art, 2003, 98 p. (ISBN 9973-51-018-6, lire en ligne)[79]

- 2005 Adam Nidzgorski, Notes, pensées et aphorismes, Cannes-et-Clairan, Encre et Lumière, 1er août 2005, 32 p. (ISBN 9782915235234)

- 2006 Adam Nidzgorski, François-Xavier Renucci, Un lieu de quatre vents Suivi de Una vita nova, Ajaccio, Albiana, coll. « E cunchiglie », 112 p. (ISBN 9782846981590)[80]

- 2007 Jean-Pierre de Bigeault, Adam Nidzgorski, Petit bestiaire avec passage d'homme, Cannes-et-Clairan, Encre et Lumière, 1er août 2007, 88 p. (ISBN 978-2915235371)

- 2008 Adam Nidzgorski, Gérard Sendrey, Exposition, Bègles, Imago galerie associative de création franche, coll. « Musée de la Création franche », 2008 (ISBN 9782915235234)

### Catalogues d'exposition
- (pl) Vivat insita. Adam Nidzgorski. Zapatrzenie. Regard fixe, Katowice, Muzeum Slaskie, 2012 (ISBN 978-83-62593-23-1) (Catalogue d'exposition bilingue, français et polonais)
- Adam Nidzgorski, peinture-peinture, publication de Galeria Oto Ja à Plock[réf. incomplète]
- Adam Nidzgorski, publication de Galeria Tak à Poznań[réf. incomplète]
- Adam Nidzgorski, Encre de Chine Au Calame, catalogue, 2016[réf. incomplète]
- Adam Nidzgorski , Encres, catalogue, 2015-2016[réf. incomplète]
- Alain Bouillet, Contexte (Adam Nidzgorski - primitiviste polonais contemporain), Varsovie : Institut d'art de l'Académie polonaise des sciences, 2011, p. 152.[réf. incomplète]